# La Banque
La Banque est une série française de bande dessinée publiée aux éditions Dargaud à partir de 2014 et qui comprend actuellement 6 tomes (série en cours en 2019). Elle retrace dans une saga historique, la vie d'une famille française de banquiers durant deux siècles depuis l'Initié de Waterloo en 1815 à la faillite en 2008 de la banque américaine Lehman Brothers. La série est publiée sous forme de diptyque s'intéressant chacun à une  génération. Les scénaristes de la série sont Pierre Boisserie et Philippe Guillaume et trois dessinateurs se sont succédé :  Julien Maffre pour les tomes 1 et 2, Malo Kerfriden pour les tomes 3 et 4 et Stéphane Brangier pour les tomes 5 et 6. Chaque tome contient en fin d'album, un cahier de 6 à 8 pages d'explications historiques par Philippe Guillaume.

## Tomes
1. - Première génération 1815-1848 : L'Initié de Waterloo, 2014,  scénario Pierre Boisserie et Philippe Guillaume, dessin Julien Maffre, couleur Delf
2. - Première génération 1815-1848 : Le Milliard des émigrés, 2014, scénario Pierre Boisserie et Philippe Guillaume, dessin Julien Maffre, couleur Delf
3. - Deuxième génération 1848-1857 : Les Comptes d'Haussmann, 2015, scénario Pierre Boisserie et Philippe Guillaume, dessin Malo Kerfriden, couleur Delf
4. - Deuxième génération 1857-1871 : Le Pactole de la Commune, 2016, scénario Pierre Boisserie et Philippe Guillaume, dessin Malo Kerfriden, couleur Delf
5. - Troisième génération 1882-1914 : Les Chéquards de Panama, 2017, scénario Pierre Boisserie et Philippe Guillaume, dessin Stéphane Brangier, couleur Delf
6. - Troisième génération 1882-1914 : Le Temps des colonies (troisième génération), 2017, scénario Pierre Boisserie et Philippe Guillaume, dessin Stéphane Brangier, couleur Delf

## Dédicaces
- Le tome 4 est dédié par les auteurs  à l'économiste Bernard Maris tué l'année précédente dans l'attentat contre Charlie Hebdo.
- Le tome 6 est dédié par Philippe Guillaume à « À tous mes amis et collègues, membres des Économistes atterrés, qui, comme moi, pensent que d'autres politiques économiques sont possibles... ».